# Mantis pia
Mantis pia är en bönsyrseart som beskrevs av Jean Guillaume Audinet Serville 1839. Mantis pia ingår i släktet Mantis och familjen Mantidae. Inga underarter finns listade i Catalogue of Life.